# Segal·launs
Els segal·launs (en llatí: Segallauni o Segovellauni, en grec antic Σεγαλλαυνοί, segons Claudi Ptolemeu) van ser un poble gal que vivia a l'oest dels al·lòbroges. La seva ciutat principal era Valentia Colonia (Valença), prop del Roine. Plini el Vell els anomena Segovellauni i diu que vivien entre els voconcis i els al·lòbroges, mentre que Valentia diu que era ciutat dels cavars (cavares).